# Alvarenga (kommun)
Alvarenga är en kommun i Brasilien.   Den ligger i delstaten Minas Gerais, i den sydöstra delen av landet, 800 km sydost om huvudstaden Brasília. Antalet invånare är 4 443.
Omgivningarna runt Alvarenga är huvudsakligen savann. Runt Alvarenga är det glesbefolkat, med 10 invånare per kvadratkilometer.